# Edgar Buchwalder
Edgar Buchwalder (Kleinlützel, 2 agosto 1916 – Dornach, 9 aprile 2009) è stato un ciclista su strada svizzero.
Fu campione del mondo dilettanti nell'edizione casalinga di Berna 1936, e vinse la medaglia d'argento nella prova a squadre alle Olimpiadi di Berlino nel 1936.

## Carriera
Si piazzò e salì, in diverse occasioni, sui podi delle principali corse in linea del panorama elvetico quali Meisterschaft von Zürich, Tour du Lac Léman, Gran Premio di Lugano Nordwest-Schweizer-Rundfahrt ma gli riuscì di vincere solo quest'ultima corsa.
Al Tour de Suisse vinse due tappe ma non riuscì mai a insidiare le posizioni di vertice. Il suo miglior piazzamento nella classifica generale fu il decimo posto nell'edizione del 1938.
Vestì per due volte la maglia di campione svizzero, nel 1940 e nel 1942.
Anche suo fratello maggiore Werner fu un ciclista professionista.

## Palmarès
- 1936 (Dilettanti, una vittoria)

Campionati del mondo, Prova in linea dilettanti
- 1937 (Individuali, una vittoria)

Morat/Murten
- 1938 (Indiduale/Olympia, una vittoria)

La Chaux-de-Fonds
- 1939 (Individuale, due vittorie)

La Chaux-de-Fonds
2ª tappa Tour de Suisse (Grenchen > Murten)
- 1940 (Individuale, una vittoria)

Campionati svizzeri, Prova inlinea
- 1941 (Individuale, una vittoria)

Morat/Murten
- 1942 (Individuale, tre vittorie)

Campionati svizzeri, Prova inlinea
Nordwest-Schweizer-Rundfahrt
5ª tappa Tour de Suisse (Losanna > Zurigo)

### Altri successi
- 1937 (Indiduale, due vittorie)

Criterium di Nyon
Criterium di Oftringen
- 1938 (Indiduale, tre vittorie)

Breite Criterium - Schaffhausen
Criterium di Oftringen
Criterium di Peseux
- 1939 (Individuale, )

Grand Prix Sälipark - Olten Criterium

## Piazzamenti

### Grandi giri
- Giro d'Italia

1937: ritirato

### Competizioni mondiali
- Campionati mondiali

Berna 1936 - In linea dilettanti: vincitore
Copenaghen 1937 - In Linea: ?
- Giochi olimpici

Berlino 1936 - In linea: 11º
Berlino 1936 - Corsa a squadre: 2º